# مشروع أمل فلسطين
مشروع أمل فلسطين، هو منظمة غير حكومية مسجلة في المملكة المتحدة توفر برامج تعليمية وترفيهية مجانية للأطفال في مدينة نابلس وما حولها في الجزء الشمالي من دولة فلسطين، وعلى بعد حوالي 63 كيلومترًا شمال القدس. يعتقد أنها أكبر منظمة من نوعها في الضفة الغربية.

## تأسيسه
تأسس مشروع الأمل في عام 2003  في ذروة الانتفاضة الفلسطينية الثانية. تم تأسيسه بواسطة ثلاثة من السكان المحليين المولودين في نابلس وهم سالم حنتولي وسماح عطوت، بالإضافة إلى الكندي جيريمي وايلدمان الذي كان يتطوع في التعليم في الضفة الغربية في عام 2002 وتعرض للعدوان الإسرائيلي آنذاك. عاد إلى نابلس في عام 2003 للمساعدة في التعامل مع الأزمة الإنسانية بطريقته الخاصة، من خلال معالجة نقص التعليم الشديد والفراغ الذي يواجهه الشباب هناك. عبر خبر لصحيفة تورونتو ستار، قال جيريمي عدت بلا شيء سوى فكرة ومجموعة من المتطوعين.
كانت فكرته توفير فرص تعليمية للأطفال الذين يتعرضون لحرمان حقوقهم الأساسية بموجب اتفاقية الأمم المتحدة بشأن حقوق الطفل لعام 1989 للتعلم والنمو والإزدهار في بيئة آمنة وداعمة بسبب الأزمة الإنسانية الناجمة عن الصراع. تعاون مع ثلاثة من سكان نابلس لتحقيق هذا الهدف وفقًا لرؤيتهم المشتركة. فكانت سماح عطوت تقضي سنواتها الجامعية في مواجهة تحديات الانتفاضة الفلسطينية الثانية وأرادت أن تفعل شيئًا لمجتمعها يُقاد من المجتمع نفسه بدلاً من المانحين الذين لديهم أجندات سياسية متضاربة في كثير من الأحيان. ويهدف المشروع إلى دعم وتمكين الشباب الفلسطيني من خلال التعلم.

## العمل التطوعي
في عام 2013، استضاف مشروع الأمل 144 متطوعًا دوليًا من 19 دولة، حيث كانت الغالبية من الولايات المتحدة وفرنسا وبريطانيا. وهذا يمثل زيادة بنسبة 57٪ عن عام 2011. كما يُطلب من المتطوعين أن يساهموا في تكاليف الإقامة المشتركة في المنازل التابعة للجمعية الخيرية. ويخضع جميع المتطوعين لبرنامج تدريب قبل التدريس أو إقامة ورش العمل ومخيمات الصيف. يلعب المتطوعون المحليون دورًا حيويًا في دعم الفِرَق الأجنبية في الفصول الدراسية والأنشطة الأخرى.

## البرامج
يدير المشروع حكيم صابح، ويقال أنها أكبر منظمة غير حكومية من نوعها في الضفة الغربية. يستخدم المشروع موظفين محليين لإدارة وتنفيذ البرامج، وتتمحور الفصول الدراسية وورش العمل عادة حول اللغات الإنجليزية والفرنسية، وتكنولوجيا المعلومات، والفنون بما في ذلك الدراما والتصوير الفوتوغرافي. تتم هذه الأنشطة في إطار المجتمع بالتعاون مع المدارس ومراكز المجتمع وقاعات القرية. وفي عام 2013 كان هنالك 69 شريكًا محليًا.

## التمويل
يتم تمويل مشروع الأمل من خلال منح وتبرعات أجنبية.